# 다타파부티
다타파부티(싱할라어: දතප්පභූති, 523년 ~ 540년 6월 13일)는 아누라다푸라 왕국 모리야 왕조의 제9대 군주였다. 그는 아버지 실라칼라 암보사마네라로부터 왕위를 계승하였으며, 목갈라나 2세에게 왕위를 물려주었다.

## 같이 보기
- 스리랑카의 역사